# Woollins’ Reagenz
Woollins’ Reagenz ist eine Chemikalie, genauer eine phosphor- und selenhaltige organische Verbindung und kann als Selenanalogon des Lawessons Reagenz' betrachtet werden.

## Herstellung
Woollins’ Reagenz wird in hoher Reinheit und Ausbeute durch die Reaktion von Dichlorphenylphosphin mit Natriumselenid (hergestellt durch Umsetzung von elementarem Selen mit Natrium in flüssigem Ammoniak) synthetisiert. Alternativ kann es auch durch die Reaktion von Pentaphenylcyclopentaphosphan (PPh)5 mit elementarem Selen hergestellt werden.

## Verwendung
Woollins’ Reagenz hat sich als nützlich für die Herstellung von Selenocarbonylverbindungen aus Carbonylverbindungen erwiesen. So wurde die Synthese von Selenoamiden (Selenanaloga von Carbonsäureamiden und Thionamiden) und Selenoaldehyden (Selenanaloga von Aldehyden) beschrieben. Die Umsetzung von Woollins’ Reagenz mit Carbonsäuren, Alkenen, Alkinen und Nitrilen ist ebenfalls bekannt.